# Shep Messing
Sheppard Norman Messing (New York, 9 ottobre 1949) è un ex calciatore statunitense, di ruolo portiere.

## Biografia
Nacque nel Bronx, terzo figlio di Elias e Anne Messing, ebrei originari della Lettonia.
Durante i Giochi della XX Olimpiade fu indirettamente coinvolto nel massacro di Monaco di Baviera, in quanto di origine ebraica, perché venne portato in salvo dai militari tedeschi durante l'attacco. Nell'attacco perì il suo amico David Berger, pesista statunitense naturalizzato israeliano.
Nel 1972 sposò Ardeen Rothenberg.
Nel 1978 pubblicò l'autobiografiaThe Education of an American Soccer Player.
Nel 1990 fu coinvolto in un caso di riciclaggio di denaro sporco, che lo portò a versare un milione di dollari in tasse, 2.000 $ di multa e cinque anni di libertà vigilata, oltre che il divieto di lavorare nel settore dei valori mobiliari.
Lasciato il calcio giocato, è divenuto un apprezzato commentatore sportivo, soprattutto dei N.Y. Red Bulls.

## Carriera

### Club
Formatosi nelle rappresentative calcistiche dell'università di New York e di Università di Harvard, nel 1973 viene ingaggiato dai N.Y. Cosmos.
Nelle due stagioni di militanza ottiene come miglior piazzamento il raggiungimento delle semifinali nella stagione 1973.
Nel campionato 1975 passa ai Boston Minutemen, con cui vince il proprio girone ma si ferma ai quarti di finale nei playoff. Grazie all'allenatore Hubert Vogelsinger, lo stile di gioco di Messing migliorò.
Nel corso della stagione seguente torna ai Cosmos, con cui raggiunge i quarti di finale del torneo. Nel campionato successivo con la sua squadra vince il torneo, battendo nella finale giocata da titolare, i Seattle Sounders.
Svincolato per volontà dell'allenatore de Cosmos Eddie Firmani, nella stagione 1978 passa a cartellino libero agli Oakland Stompers, con l'ingaggio record per un calciatore nativo statunitense di 100.000$. Venne scelto dai californiani come uomo immagine della neonata franchigia, che guidò anche ad interim con scarsa propensione come egli stesso confessò, e con cui però non supera la fase a gironi del torneo.
Chiusa l'esperienza californiana, nella stagione 1979 è in forza ai Rochester Lancers, con cui non riesce a superare la fase a gironi del torneo.
Contemporaneamente e successivamente al calcio, si dedicò all'indoor soccer, vincendo quattro titoli MISL con i New York Arrows.

### Nazionale
Dal 1971 al 1972 fece parte della nazionale olimpica di calcio degli Stati Uniti d'America, con cui partecipò al torneo di calcio della XX Olimpiade, dove ottenne l'ultimo posto del Gruppo 1 ed in cui giocò solo nell'incontro perso sette a zero contro i padroni di casa della Germania, in cui nonostante il pesante passivo si mise in luce per le numerose parate.
Fece parte anche della spedizione statunitense ai VI Giochi Panamericani del 1971, disputatisi in Colombia, in cui ottenne il sesto posto finale.

## Palmarès

### Calcio
- Campionato NASL: 1

New York Cosmos: 1977

### Indoor soccer
- MISL: 4

New York Arrows: 1979, 1980, 1981, 1982